# Saison 7 d'Au-delà du réel : L'aventure continue
Chronologie
Saison 6
Cet article présente le guide des épisodes de la septième et dernière saison de la série télévisée Au-delà du réel : L'aventure continue (The Outer Limits) diffusée du 16 mars 2001 au 18 janvier 2002 sur Sci Fi Channel aux États-Unis.

## Épisodes

### Épisode 1:Vive la famille
- États-Unis : 16 mars 2001
- France : 9 novembre 2002

- Tom Arnold
- Catherine Mary Stewart
- Gerard Plunkett
- Kimberley Warnat

### Épisode 2:Le Malade zéro
- États-Unis : 23 mars 2001
- France : 16 novembre 2002

- Michael Rooker
- Tanya Allen
- Laure Murdoch
- Gillian Barber
- David Cubitt

### Épisode 3:Une nouvelle vie
- États-Unis : 30 mars 2001
- France : 23 novembre 2002

- Jeremy Sisto

### Épisode 4:Les Mères porteuses
- États-Unis : 6 avril 2001
- France : 30 novembre 2002

### Épisode 5:La Navette
- États-Unis : 13 avril 2001
- France : 7 décembre 2002

Tom Butler

### Épisode 6:Mona Lisa
- États-Unis : 20 avril 2001
- France : 14 décembre 2002

- Rachel Ticotin
- Laura Harris
- Timothy Webber
- Michael David Simms

### Épisode 7:La Réplique
- États-Unis : 27 avril 2001
- France : 21 décembre 2002

- Sherilyn Fenn
- Peter Outerbridge
- Garwin Sanford
- Kwesi Ameyaw

### Épisode 8:Attention aux dinosaures
- États-Unis : 15 juin 2001
- France : 28 décembre 2002

- Enrico Colantoni
- Linnea Sharples
- David Lewis

### Épisode 9:La Boutique des petites horreurs
- États-Unis : 22 juin 2001
- France : 4 janvier 2003

- Johnathon Schaech
- Michelle Harrison
- Alex Diakun
- Tom Heaton

### Épisode 10:D'un monde à l'autre
- États-Unis : 29 juin 2001
- France : 11 janvier 2003

- Joanna Going
- Geraint Wyn Davies (en)
- William B. Davis
- Haig Sutherland

### Épisode 11:Dans le sang
- États-Unis : 6 juillet 2001
- France : 18 janvier 2003

- Irene Bedard
- Greg Evigan
- Monique Mojica
- Helene Joy
- Cameron Daddo

### Épisode 12:La Femme fleur
- États-Unis : 21 juillet 2001
- France : 25 janvier 2003

- Jeremy London
- Rebecca Reichert
- Jud Tylor
- Kavan Smith
- Ken Tremblett

### Épisode 13:Esprit libre
- États-Unis : 28 juillet 2001
- France : 1er février 2003

### Épisode 14:Voyage dans les esprits
- États-Unis : 4 août 2001
- France : 8 février 2003

- Jamie Luner
- Patrick McKenna
- John Pyper-Ferguson
- Terry David Mulligan
- Britt Irvin
- Barbara Pollard

### Épisode 15:De temps en temps
- États-Unis : 11 août 2001
- France : 15 février 2003

- Kristin Lehman
- Paul Popowich
- Alex Diakun
- Ingrid Kavelaars
- Ryan Robbins
- Chris William Martin
- Grace Park

### Épisode 16:L'Élimination
- États-Unis : 18 août 2001
- France : 22 février 2003

- Zachery Ty Bryan
- Jesse Cadote
- Jesse Moss
- Meghan Ory
- Kandyse McClure
- Eric Schneider

### Épisode 17:Le Règne de la loi
- États-Unis : 25 août 2001
- France : 1er mars 2003

- Dennis Haysbert (Joshua Finch)
- Scott Hylands
- Anne Marie Loder
- Carrie Genzel
- Shaun Johnston
- Matthew Walker
- Michael Ironside

### Épisode 18:La Tanière des lions
- États-Unis : 8 septembre 2001

- John Wesley Shipp (Peter Shotwell)
- Shawn Ashmore (Morris)

### Épisode 19:Le Point de bascule
- États-Unis : 15 septembre 2001

- Kerr Smith
- Gabrielle Miller
- David Lovgren
- Gus Lynch
- Jim Byrnes

### Épisode 20:L'Enfant des ténèbres
- États-Unis : 4 janvier 2002

- Nora Dunn (Laura Sinclair)
- Andrew Airlie
- Katharine Isabelle

### Épisode 21:Faiblesses humaines
- États-Unis : 11 janvier 2002

- Robert Duncan McNeill
- Zack Ward
- Stephen Spender
- Kevan Ohtsji
- Laara Sadiq

### Épisode 22:Les Cobayes humains
- États-Unis : 18 janvier 2002

- Jason Gedrick (Capitaine Parkerst)
- Leanne Adachi (Captaine Alice Wheeler)
- Lochlyn Munro (Captaine Eric Woodward)
- Kim Coates (Colonel Russell Sage)